# 本山村 (長崎県)
本山村（もとやまそん）は、長崎県南松浦郡にあった村。五島列島福江島の東部を村域とした。1954年（昭和29年）に福江島東部の周辺各町村と合併し市制施行。福江市となった。
現在は五島市の一部となっている。

## 地理
五島列島福江島の東部を主な村域とする。
- 山：鬼岳、翁頭山、猪掛峠
- 河川：福江川、一ノ川

## 歴史
古くは野中・蓮寺・高田の3つの集落をあわせて「野中村」と称していたが、江戸前期に本山村と改称し、後に吉田の集落も当地に属した。
- 1889年（明治22年）4月1日 - 町村制施行により、南松浦郡本山村が単独村制にて発足。
- 1954年（昭和29年）4月1日 - 南松浦郡福江町、奥浦村、崎山村、本山村、大浜村が合併し市制施行。福江市が発足し、本山村は自治体として消滅。

## 地名
郷を行政区域とする。本山村は1889年の町村制施行時に単独で自治体として発足したため、大字は無し。
- 高田郷（こうだ）
- 堤郷
- 野々切郷（ののきれ）
- 吉田郷